# Drapieżnica goliat
Drapieżnica goliat, drapieżnica blondyna, ptasznik goliat, ptasznik gigant (Theraphosa blondi) – gatunek pająka z rodziny ptasznikowatych. Wraz z Theraphosa apophysis uważany za największego obecnie żyjącego pajęczaka.

## Opis
Masa dorosłego osobnika wynosi do 250 gramów, a rozstaw odnóży do około 30 cm. Samice są wyraźnie większe od samców. Najczęściej występują osobniki brązowe, istnieją również formy czarne. Jad nie jest zagrożeniem dla życia lub zdrowia dorosłego człowieka. Należy jednak wziąć pod uwagę nieprzyjemne w skutkach ukąszenie pazurami jadowymi dorastającymi do 2,5 cm. Po ukąszeniu najczęściej pojawiają się wymioty, nudności, bóle głowy, gorączka oraz skurcze mięśni (czasem występujące na długo po ukąszeniu). Dość często przejawia agresję. Ze względu na swoje rozmiary i wagę, podrośnięte i dorosłe osobniki mają kłopoty ze wspinaniem się po pionowych powierzchniach.
Wiek tych pająków jest bardzo zróżnicowany. Źródła podają bardzo zróżnicowane dane. Można spotkać informacje, że samice żyją 7–9 lat, ale również 15–20. Jeśli chodzi o samce, to te żyją około roku – dwóch lat od ostatniego linienia, lub po osiągnięciu dojrzałości płciowej (w sumie około 3 do 5 lat). Zamieszkuje Brazylię, Gujanę Francuską, Gujanę, Surinam i Wenezuelę. Na całym świecie hodowany jako zwierzę domowe.